# Juni 2014
Dit artikel geeft een chronologisch overzicht van de belangrijkste gebeurtenissen per dag van de maand juni in het jaar 2014.

## Gebeurtenissen

### 2 juni
- De Spaanse koning Juan Carlos kondigt aan afstand te zullen doen van de troon.

### 4 juni
- Oud-legerleider Abdul Fatah al-Sisi wint de Egyptische presidentsverkiezingen met 97 procent van de stemmen.

### 5 juni
- De Syrische president Assad wordt gekozen voor een derde ambtsperiode in de presidentsverkiezingen met 89 procent van de stemmen.
- De Europese Centrale Bank verlaagt de belangrijkste rente naar het historisch laag tarief van 0,15 procent.
- Een meerderheid in de Nederlandse Tweede Kamer kiest Guido van Woerkom als nieuwe Nationale ombudsman.
- De PS en Cdh kondigen aan samen een Waalse regering te vormen. Hierdoor belandt MR voor de derde keer op rij in de oppositie.  In de Brusselse Regering besloten ze ook samen te werken samen met het FDF.

### 6 juni
- In het kader van 70 jaar D-day vindt in Normandië zowel een nationale als een internationale herdenking plaats.
- Rusland geeft het schip de Arctic Sunrise terug aan Greenpeace.
- Als reactie op de samenwerking tussen de PS en cdH, besluiten N-VA en CD&V samen te onderhandelen over de vorming van een Vlaamse regering. Minister-President Kris Peeters (CD&V) en Geert Bourgeois (N-VA) gaan de delegaties leiden.

### 7 juni

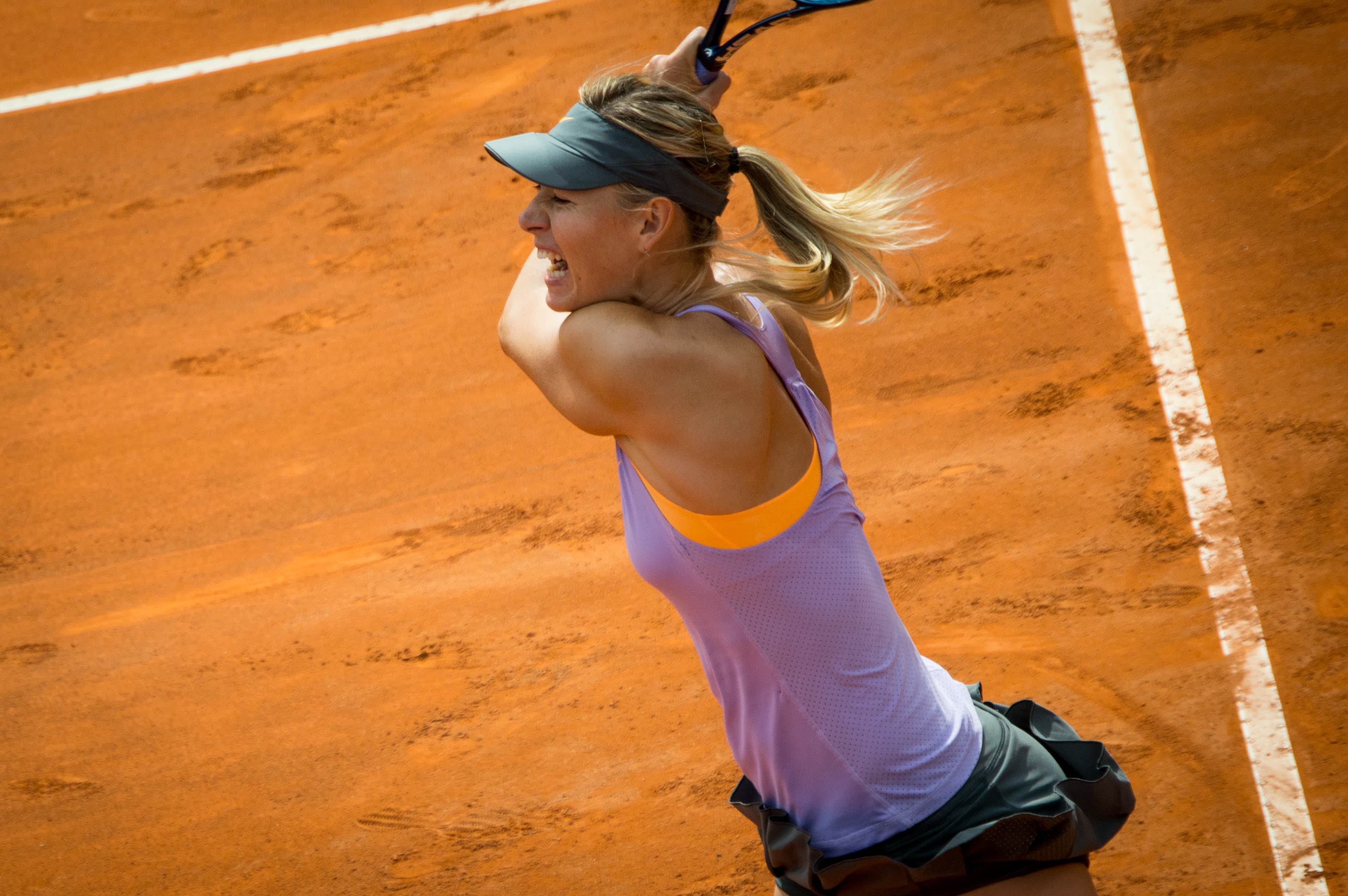
Maria Sjarapova in 2014

- Maria Sjarapova verslaat Simona Halep in de finale van Roland Garros, en wint dat grandslamtoernooi daarmee voor de tweede keer.
- Minstens 60 mensen komen om bij meerdere bomaanslagen in sjiitische wijken van de Iraakse hoofdstad Bagdad, vermoedelijk gepleegd door radicale soennieten.

### 8 juni
- Minstens zeventien mensen komen om bij een dubbele aanslag tegen Koerdische gebouwen in de Iraakse stad Jalawla.
- De partij van zittend premier Hashim Thaçi wint de vervroegde parlementsverkiezingen in Kosovo met 33% van de stemmen.
- Rafael Nadal verslaat Novak Đoković in de finale van Roland Garros en wint dat grandslamtennistoernooi daarmee voor de negende keer: een absoluut record. Dat is net zo vaak als een andere tennislegende, Martina Navrátilová, Wimbledon won.

### 9 juni
- De Amerikaanse metalband Metallica sluit de 45ste editie van Pinkpop af.
- Minstens 36 mensen worden gedood bij een aanval van de taliban op de luchthaven van de Pakistaanse havenstad Karachi.

### 10 juni
- De uit Al Qaida voortgekomen fundamentalistisch-islamitische terreurgroep ISIS verovert de Iraakse stad Mosoel. De strijders rukken via Tikrit verder op richting Bagdad.

### 11 juni
- De Belgische warenhuisketen Delhaize maakt op een bijzondere ondernemingsraad bekend dat er de volgende drie jaar zo'n 2500 banen zullen verdwijnen. Veertien warenhuizen zullen mogelijk de deuren sluiten.

### 12 juni
- In São Paulo gaat het wereldkampioenschap voetbal 2014 van start. Gastland Brazilië verslaat in de openingswedstrijd Kroatië met 3–1.
- Koerdische militairen nemen de controle in de Iraakse stad Kirkoek.
- Staatssecretaris Wilma Mansveld geeft groen licht voor de uitbreiding van Lelystad Airport, dat na de luchthaven Schiphol het grootste vliegveld van Nederland moet worden.

### 13 juni
- Nederland verslaat in zijn eerste wedstrijd op het WK titelverdediger Spanje met 5–1.
- Het Oekraïense leger herovert de stad Marioepol na zware gevechten met pro-Russische separatisten.
- Het Thaise leger heft de avondklok voor het hele land op.

### 14 juni
- De Nederlandse hockeydames verslaan Australië in de finale met 2-0 en winnen daarmee voor de zevende keer het wereldkampioenschap hockey vrouwen.
- Nabij de stad Loehansk, in het oosten van Oekraïne, halen pro-Russische separatisten een militair vliegtuig, een Iljoesjin Il-76, neer. Hierbij vinden alle 49 inzittende militairen de dood.

### 15 juni
- Juan Manuel Santos wint met 51% van de stemmen de tweede ronde van de Colombiaanse presidentsverkiezingen. Hij verslaat Oscar Ivan Zuluaga en kan een tweede ambtstermijn aanvatten.
- Greenpeace International raakt 3,8 miljoen euro kwijt door verkeerde speculatie op de wisselkoers van de euro door een financieel medewerker van de milieuorganisatie.

### 16 juni
- De Duitse autocoureur Michael Schumacher ontwaakt uit het kunstmatige coma waarin hij lag sinds hij op 29 december 2013 levensgevaarlijk gewond was geraakt bij een skiongeluk in Méribel in de Franse Alpen.
- Het Russische energiebedrijf Gazprom draait de gaskraan naar Oekraïne dicht na het verlopen van het Russisch ultimatum aan Kiev.

### 17 juni
- Guido van Woerkom trekt zich terug als toekomstige nationale ombudsman van Nederland vanwege ophef over zijn uitspraak uit 2010 over Marokkaanse taxichauffeurs en kritiek op zijn vertrekpremie van de ANWB.

### 19 juni
- De zwaargewonde Duitse speleoloog Johann Westhauser, die al sinds 8 juni op meer dan 1000 meter diepte vastzat in de Riesendinggrot bij Berchtesgaden in de Duitse deelstaat Beieren, wordt gered en naar een hospitaal gebracht.

### 20 juni
- Vanwege onvoldoende parlementaire steun gaat de vorming van superprovincies in Nederland niet door.
- In de Syrische provincie Hama vallen minstens 35 doden en vijftig gewonden bij een bomaanslag opgeëist door een coalitie van rebellengroepen.

### 21 juni
- Tijdens de 38e sessie van de Commissie voor het Werelderfgoed te Doha wordt de Van Nellefabriek te Rotterdam op de UNESCO-Werelderfgoedlijst geplaatst.

### 23 juni
- Enkele van de op 19 juni in de buurt van het Panamese Boquete gevonden botten blijken na een DNA-test afkomstig te zijn van de sinds 1 april 2014 vermiste Lisanne Froon. Er zijn geen sporen van geweld aangetroffen. Op 25 juni wordt ook de identificatie van resten van haar reisgenote Kris Kremers bevestigd.
- Minstens zeventien leden van islamitische Peul-minderheid komen om bij een aanval door christelijke milities nabij de stad Bambari in de Centraal-Afrikaanse Republiek.

### 24 juni
- Koning Willem-Alexander en koningin Máxima brengen een tweedaags staatsbezoek aan Polen.

### 25 juni
- In de Nigeriaanse hoofdstad Abuja komen meer dan twintig mensen om bij een bomaanslag op een winkelcomplex.

### 26 juni
- De Uruguayaanse voetballer Luis Suárez, die in de WK-wedstrijd tegen Italië een speler in zijn schouder beet, wordt door de FIFA op basis van videobeelden geschorst voor vier maanden en moet negen wedstrijden van de Uruguayaanse ploeg missen.

### 27 juni
- De Europese Raad draagt de oud-premier van Luxemburg Jean-Claude Juncker voor als voorzitter van de Europese Commissie.

### 29 juni
- De radicaal-islamitische groepering ISIS roept een kalifaat uit over de delen van Syrië en Irak die in haar bezit zijn en verandert haar naam in de "Islamitische Staat". De leider van de groepering, Abu Bakr al-Baghdadi, wordt de kalief van de staat.

### 30 juni
- Drie Israëlische tieners die sinds 12 juni waren vermist, worden in de buurt van Hebron op de Westelijke Jordaanoever vermoord aangetroffen. De Israëlische regering houdt Hamas hiervoor verantwoordelijk, maar die ontkent elke betrokkenheid.
- Opening van het National Stadium, een multidunctioneel stadion in Kallang, een wijk in de Central Region van Singapore.

## Overleden
<< · januari · februari · maart · april · mei · juni · juli · augustus · september · oktober · november · december · >>